# Marpa Čhökji Lodö
Marpa Čhökji Lodö (མར་པ་ལོ་ཙཱ་བ་ཆོས་ཀྱི་བློ་གྲོས་, marpa lotsawa choskyi blogros, 1012–1097), zvaný též Marpa Překladatel (tibetsky lócawa) či pouze Marpa, byl tibetský Ngagpa a myslitel. Podnikl tři cesty do Indie a přenesl odtud do Tibetu buddhistická učení, která se stala jádrem školy Kagjüpa. Marpovým hlavním učitelem byl mahásiddha Náropa, od kterého Marpa obdržel především tzv. Cestu metod, známou jako Šest dharm Náropy a dnes méně známý Maitripa, který učil Cestu vhledu, metody Velké pečeti (mahámudra).
Marpa je v pořadí třetím nástupcem linie „ústního odkazu“ Kagjü, někdy též zvané Marpa Kagjü ( později známé také jako Dagpo Kagjü nebo Karma Kamtzang), ze které se časem, díky jeho žákům vyvinuly další podškoly Kagjü. Dříve byly známy čtyři hlavní a osm vedlejších linií Kagjü, ale většina z nich dnes existuje pouze formálně. V současnosti je hlavou linie Karma Kagjü 17. Gyalwa Karmapa.
Marpa byl významným překladatelem. Nauky, které obdržel během mnoha let strávených v Indii přeložil ze sanskrtu do tibetštiny. Tyto překlady, společně s vnitřní realizací Marpy se pak staly jedním z hlavních zdrojů rozvoje buddhismu v Tibetu.
Buddhismus přišel do Tibetu ve dvou vlnách (Ňingma a Sarwa). V devátém století jej přinesl Guru rinpočhe, ale za vlády krále Langdarmy téměř zanikl. V jedenáctém století přinesl buddhistické nauky do Tibetu Marpa. V této době přenesli nauky také jiní mistři, jako např. Atíša, zakladatel školy Kadampa. Existuje přirovnání, které říká, že Atíša přinesl nádobu a Marpa její obsah. Z odkazu Guru rinpočheho vznikla „stará škola“ Ňingma.[zdroj?]

## Život

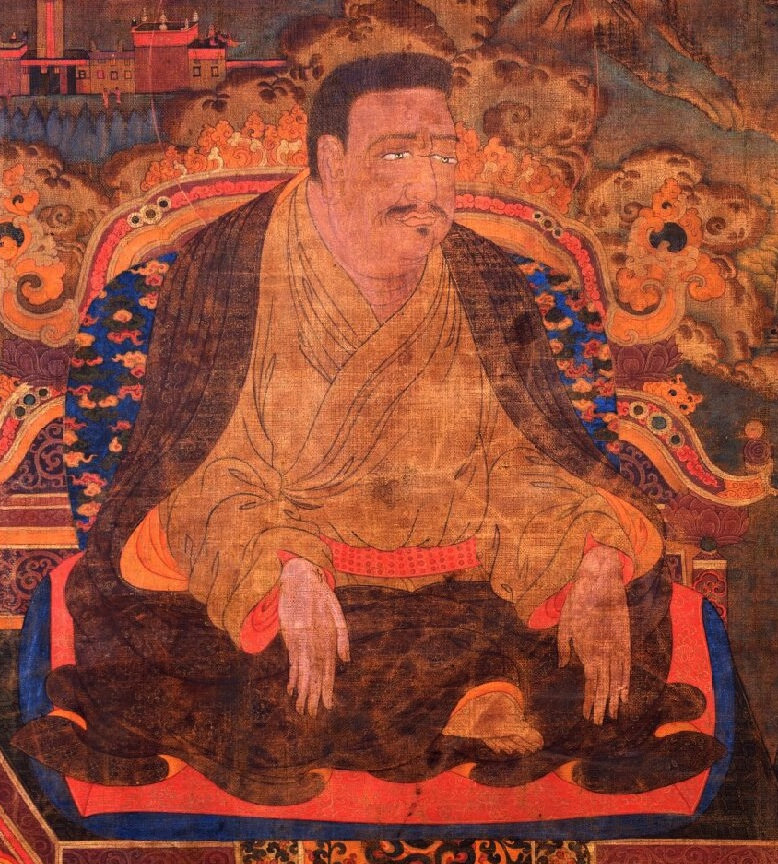
Marpa Čhökji Lodö

Marpa pocházel z jižního Tibetu. Již v mládí studoval sanskrt. Jednou rozprodal všechen svůj majetek a odjel na svou první cestu do Indie. Na 16 let se stal žákem Náropy, který ho učil nauce Náro-čhödrug a mahámudry. Další odkaz mahámudry obdržel od mistra Maitripy, a od Kukuripy, jogína žijícího prý na ostrově uprostřed jedovatého vulkanického jezera, odkaz mnoha tanter. Když se Marpa navrátil do Tibetu, oženil se, měl mnoho synů a žil rolnickým životem. Díky tomu je Marpa často představován jako „ideální hlava rodiny“ a symbol laického praktikujícího. Po své druhé cestě do Indie přijal žáka Milaräpu. Jelikož měl Milaräpa v mládí na naléhání matky zabít pomocí černé magie 35 svých příbuzných, Marpa ho podroboval tvrdým zkouškám, aby tak postupně pročistil jeho negativní činy z minulosti. Milaräpa vytrval a Marpa mu tak mohl předat všechny nauky linie Kagjü. Na své třetí a poslední cestě, na kterou se Marpa vydal už jako starý muž, se setkal s Atíšou a opět i se svým hlavním učitelem Náropou.